# Зарецкий, Виктор Иванович
Виктор Иванович Заре́цкий (укр. Віктор Іванович Зарецький; 1925—1990) — украинский советский художник, педагог, общественный деятель.

## Биография
Родился 8 февраля 1925 года в городе Белополье (ныне Сумская область, Украина). Отец — Иван Антонович работал бухгалтером, мать Мария Андреевна (урождённая Коломийцева) — пианистка, учительница музыки.
Во время событий 1918—1919 годов семьи родителей Виктора Зарецкого поддержали Добровольческую армию генерала А. Деникина. В 1925 году Зарецкие перебралась в Донбасс, опасаясь преследований. Детство и юношество художника прошло в рабочих посёлках Горловки и Сталино (ныне Донецк), где его отец работал бухгалтером на создаваемом тогда химическом производстве.
В 1943—1945 годах служил в запасном полку. После демобилизации некоторое время жил с родителями в посёлке Обидимо под Тулой. Брал там частные уроки у живописца Л. Орехова.
В 1946 году поступил в художественную школу при Киевском государственном художественном институте, где учился у Геннадия Титова.
Учителя в Киевском художественном институте, куда он поступил в 1947 году, — К. Елева, М. Шаронов, С. Григорьев. Был репинским и сталинским стипендиатом. Дипломная картина «Очередь в мавзолей Ленина» получила высший бал. После окончания института в 1953 году Зарецкий остался в нём преподавать. В 1953 году женился на однокурснице Алле Горской, в 1954 году у них родился сын Алексей.
Вместе с женой Аллой Горской был деятелем движения шестидесятников. После сворачивания либерального курса и усиления давления властей заменил в 1963 году Леся Танюка в должности председателя Клуба творческой молодёжи «Современник». Эта ротация была согласована с Л. Танюком. Как участник войны, член компартии, член Союза художников он представлялся руководству компромиссной фигурой. Тем не менее курс Клуба не претерпел изменений и вскоре он был распущен.
Алла Горская была убита 28 ноября 1970 года, как многие тогда считали[кто?], при загадочных обстоятельствах. В 1977 году Виктор Зарецкий вступил в брак с дочерью его учителя Майей Григорьевой.
Скончался после длительной тяжёлой болезни 23 августа 1990 года. Похоронен на Городском (Берковецком кладбище) в могиле матери и отца, рядом с супругой.

## Творчество
Для творчества Виктора Зарецкого характерна многовекторность стилистических подходов, поиск нового в традиционном. Ранние полотна отмечены выразительной композицией, ритмикой, силуэтом, поисками национальной характерности.
С 1955 года работал в Донбассе. В то время в журнале «Огонёк» была напечатана его работа «Шахтёры. Смена». Так же на шахте написал картины «После войны», «Жаркий день», «Шахтный двор», «После смены». Последняя из них попала в Москву на выставку, где получила диплом первой степени, её выдвинули на медаль Всемирного молодёжного фестиваля в Москве. С того времени картина 30 лет пролежала в мастерской, а в 1990 году её приобрел швейцарский коллекционер.
В монументально-декоративных работах художника, созданных в соавторстве с супругой Аллой Горской, ощутимо влияние народного искусства. Им характерны яркое жизнеутверждающее художественное решение. Среди наиболее известных монументальных работ — мозаики на средней экспериментальной школе в Донецке (вместе с Г. Зубченко, Г. Синицей, Г. Марченко) в 1965—1966 годах; мозаики в Жданове (ныне Мариуполь) в 1966—1967 годах; мозаичное панно «Знамя победы» в Музее Молодой гвардии в Краснодоне (вместе с Б. Плаксием, А. Лимаревым, В. и А. Смирновыми) в 1968—1970 годах.
Виктор Зарецкий создал галерею портретов украинских деятелей — Олеся Гончара, В. Касияна, М. Яцкова, Л. Мироновой, И. Заславской, А. Горского, Р. Недашковской, А. Зарецкого.
В 1978 году открыл собственную художественную студию. Разработал оригинальную педагогическую систему «Размышления у полотна», текст которой впервые опубликовал его сын А. В. Зарецкий в журнале «Образотворче мистецтво» (Изобразительное искусство) (№ 1—2 за 1993 год). В художественной студии обучалось свыше 200 учеников. Среди них — мастера: Арсен Савадов, Олеся Авраменко, Константин Кунцевич, Олександр Куриненко, Лариса Пиша, Марина Соченко, Тарас Лобода, Николай Шкарапута и другие.
Художник также написал, а частично надиктовал лапидарные яркие воспоминания. В его наследии также записки, очерки, эпистолярий. Эти тексты печатались в периодике в первой половине 1990-х годов, а в 2009 году были изданы отдельной книгой «Художник Виктор Зарецкий. Поиски корней».
В начале 1980-х годов мастер ощущает влияние стилистики искусства сецессии. В его работах этого периода эстетическое начало доминирует; соцартовское, идеологическое уходит на второй план. Пластический язык Зарецкого-неомодерниста обозначен активной колористикой народного искусства, разнообразием орнаментальных стилизаций, применением фантастических золотых и рубиновых цветов. Действию, сюжету и фигуре человека отводится второстепенная роль в пользу декоративного целого.
После падения «железного занавеса» наследие художника получило широкий резонанс за пределами Украины — около 30-ти его работ были представлены на аукционе «Кристис». В 1994 году за картины последних лет жизни посмертно был награждён Государственной премией Украины имени Т. Г. Шевченка.
Творчество Виктора Зарецкого является едва ли не наиболее изученным среди украинских художников второй половины XX века. Ему посвящены статьи, курсовые, дипломные, диссертационные исследования. Издано фундаментальные монографии: «Мастер, обречённый эпохой» Леси Медведевой (Смирной) (2006), и «Весы судьбы Виктора Зарецкого» Олеси Авраменко (2008, 2011).

## Работы
- Бригада Зарецкого-Горской создала мозаики (смальта, керамика):
  - «Прометей» в средней школе № 5 Донецка (арх. И. Каракис и др.);
  - «Земля» в средней школе № 5 Донецка (арх. И. Каракис и др.);
  - «Огонь» и другие в средней школе № 5 Донецка (арх. И. Каракис и др.);
  - «Дерево жизни» в ресторане «Украина» в Мариуполе;
  - «Птица-мечта» в ресторане «Украина» в Мариуполе.

## Выставки и культурное наследие
- В 1989 году друзья художника устраивают его первую персональную выставку в Киевском доме учёных. 29 работ закупают на аукцион «Кристис».

## Награды
- Государственная премия Украины имени Тараса Шевченко (1994 — посмертно) — за картины последних лет «Солдатка», «Лето», «Дерево» («Уроки искусства»), «Ой, кум до кумы залицявся», «Весенние хлопоты».

## Память
- На могиле Виктора Зарецкого, похороненного с родителями на Берковецком кладбище, установлен памятник работы Леси Декерменджи.
- В 1993 году НСХУ и НАИИУ была учреждена премия имени Виктора Зарецкого для молодых художников.
- В 2016 году именем Виктора Зарецкого был назван переулок в городе Белополье рядом с домом его родителей, где он родился.

### Фильмы про Виктора Зарецкого
- «Портрет» Реж. В. Василенко, Укртелефильм, 1990.
- «Размышления возле холста» Реж. Л. Михалевич, Телерадиокомпания «Глас», 2015.